# Маттія Мандзаролі
Маттія Мандзаролі (італ. Mattia Manzaroli, нар. 3 жовтня 1991) — санмаринський футболіст, воротар клубу «Ювенес-Догана».
Виступав, зокрема, за клуб «Фольгоре-Фальчано», а також молодіжну збірну Сан-Марино.

## Клубна кар'єра
У дорослому футболі дебютував 2009 року виступами за команду клубу «Ювенес-Догана». 
Згодом привернув увагу представників тренерського штабу клубу «Фольгоре-Фальчано», до складу якого приєднався 2009 року. Відіграв за команду з Фальчаноерравалле наступні два сезони своєї ігрової кар'єри.
З 2011 по 2013 рік грав у складі команд клубів «Ювенес-Догана» та «Сан-Джованні».
До складу клубу «Ювенес-Догана» знову приєднався 2013 року. Відтоді встиг відіграти за команду із Серравалле 48 матчів в національному чемпіонаті.

## Виступи за збірні
У 2009 році дебютував у складі юнацької збірної Сан-Марино, взяв участь у 1 іграх на юнацькому рівні.
Протягом 2010–2013 років залучався до складу молодіжної збірної Сан-Марино. На молодіжному рівні зіграв у 12 офіційних матчах.

## Титули і досягнення
- Спортивна премія Golden Boy (Сан-Марино): 2012